# Športni center Dravograd
Športni center Dravograd – stadion piłkarski w Dravogradzie, w Słowenii. Został otwarty w 1995 roku. Może pomieścić 2118 widzów. Na stadionie swoje spotkania rozgrywają piłkarze klubu NK Dravograd.